# 尾宿四
尾宿四（天蝎座η）是一颗位于天蝎座的恒星，其视星等为3.33。